# Tribunale di sorveglianza
Il Tribunale di sorveglianza è un tribunale specializzato e autonomo presieduto da un magistrato di Cassazione e composto dai giudici di sorveglianza del distretto della Corte di appello. Secondo l'ordinamento penitenziario italiano, è chiamato a decidere su tutte le richieste di pene alternative alla detenzione in carcere presentate da condannati definitivi detenuti nelle carceri italiane.
Istituito dalla legge 26 luglio 1975, n. 354, si occupa della concessione e revoca delle misure o pene alternative alla detenzione in carcere (affidamento in prova ordinario e particolare, semilibertà, liberazione anticipata, detenzione domiciliare, liberazione condizionale, differimento della esecuzione delle pene). Decide altresì come giudice d'appello su provvedimenti assunti dal magistrato di sorveglianza, in quanto attribuiti alla competenza primaria di quest'ultimo. Le sue decisioni sono sempre ricorribili avanti la Corte di Cassazione.

## Composizione
Il tribunale di sorveglianza (fino al 1986 denominato sezione) ha competenza territoriale su ciascun distretto di Corte d'appello. È organo collegiale e specializzato, composto da quattro membri: due sono magistrati ordinari destinati a svolgere in via esclusiva queste funzioni; due sono esperti in psicologia, servizi sociali, pedagogia, psichiatria e criminologia clinica, nonché docenti di scienze criminalistiche.
La diversa composizione del collegio dà luogo a nullità della pronuncia. Le decisioni del tribunale di sorveglianza sono impugnabili tramite ricorso per cassazione.

## L'attività
Il tribunale di sorveglianza opera sia come giudice di primo grado che come giudice di secondo grado rispetto al magistrato di sorveglianza. In primo grado è competente in tema di concessione e di revoca delle misure alternative alla detenzione, della liberazione condizionale e di rinvio obbligatorio o facoltativo dell'esecuzione delle pene detentive. Come giudice di appello, il tribunale decide le impugnazioni proposte contro alcuni provvedimenti del magistrato di sorveglianza.
Il tribunale di sorveglianza decide sempre con ordinanza, adottata in camera di consiglio da un collegio composto da presidente, da un magistrato di sorveglianza e due esperti. Uno dei due magistrati componenti il collegio deve appartenere all'Ufficio di Sorveglianza competente per territorio rispetto al luogo in cui si trova il soggetto interessato. Le ordinanze del tribunale sono soggette al ricorso per cassazione.

## Gli esperti
La componente non togata è nominata dal Consiglio Superiore della Magistratura (CSM) su proposta del presidente del tribunale di sorveglianza. Secondo la circolare del CSM recante i "criteri per la nomina e conferma degli esperti dei tribunali di sorveglianza ", "la qualifica di esperto conduce a ravvisare nel componente privato del tribunale di sorveglianza un "cittadino idoneo estraneo alla Magistratura". Tale qualifica "non presuppone necessariamente il conseguimento della laurea, ma l'ulteriore attributo di "professionista" ne rende, di fatto, imprescindibile l'ottenimento. Quanto al livello di professionalità richiesto, la dizione "professionista esperto" mostra che il legislatore non si è limitato a pretendere il possesso del titolo di studio, ma ha richiesto anche un'esperienza maturata nel vivo dell'esercizio professionale. Non è sufficiente, pertanto, un'attività meramente teorica o di studio e di ricerca, ma il concreto impegno in un settore che abbia punti di contatto con le problematiche del tribunale di sorveglianza".
Non possono essere proposti per l'incarico in esame gli avvocati, i quali rivestano la qualità di esperti in una delle materie elencate dalla legge ed esercitino la professione nel distretto, salvo che la specificità del caso concreto, segnalata motivatamente dal presidente del tribunale di sorveglianza, porti ad escludere ogni pericolo di interferenza ed ogni menomazione all'immagine dell'ufficio. La durata dell'incarico è di tre anni rinnovabili indefinitamente.
La legge non definisce il numero degli esperti, affidando al CSM il compito di nominarli in numero adeguato alle necessità del servizio presso ogni tribunale di sorveglianza.